# Tucenița, Plevna
Tucenița (în bulgară Тученица) este un sat în comuna Plevna, regiunea Plevna,  Bulgaria. 

## Demografie
Componența etnică a satului Tucenița
     Nicio identificare (4,85%)
     Bulgari (95,14%)
     Altele (0%)
La recensământul din 2011, populația satului Tucenița era de 371 locuitori. Din punct de vedere etnic, majoritatea locuitorilor (95,14%) erau bulgari. Pentru 4,85% din locuitori nu este cunoscută apartenența etnică.